# 몰도바의 역사
현재의 몰도바의 지역인 베사라비아는 크림 전쟁의 결과, 1856년 베사라비아의 남부 지역이 루마니아의 지배를 받았다가, 1878년 다시 러시아로 편입되었다. 1918년 1월 베사라비아는 독립하였으나, 3월 루마니아에 다시 합병되었다. 하지만, 소비에트 연방은 몰도바에 대한 루마니아의 주권을 인정하지 않았고, 1924년 10월 12일 몰도바 자치 공화국을 탄생시켰다. 1939년 8월 독소 불가침 조약에 의해 1940년 6월 소련에 양도되었고, 8월에는 베사라비아가 합쳐져 몰도바 소비에트 사회주의 공화국으로 다시 탄생하였으며, 1991년 8월 27일, 현재의 몰도바 공화국이라는 이름으로 독립하였다.

## 같이 보기
- 베사라비아
- 소련의 붕괴
- 우크라이나의 역사
- 몰도바의 대통령